# سوائل الجسم

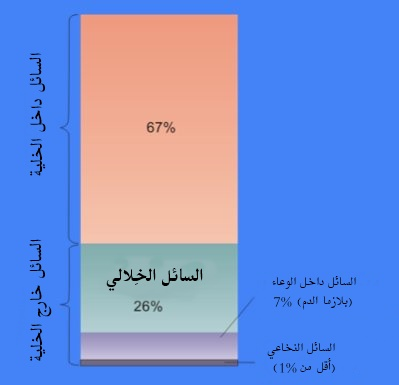

سوائل الجسم (بالإنجليزية: Body fluid)‏ هي سوائل تنشأ من داخل جسم الإنسان. تتضمن السوائل التي
تتضمن سوائل الجسم:
- السائل السلوي
- الخلط المائي والخلط الزجاجي
- الصفراء
- مصل الدم
- حليب الثدي
- السائل الدماغي الشوكي
- الصملاخ
- الكيلوس
- اللمف الداخلي واللمف الخارجي
- قذف الإناث
- عصارة هضمية
- المخاط (يتضمن البلغم والنزح الأنفي (بالإنجليزية: nasal drainage)‏)
- السائل البريتواني
- السائل الجنبي
- اللعاب
- الزهم
- المني
- العرق
- الدموع
- سوائل المهبل
- التقيؤ
- المذي
- البول
- اللبأ